# Carles Bravo
 Carles Bravo Mateu (nacido el 29 de julio de 1979, Malgrat de Mar) es un baloncestista profesional español. Se desempeñaba en la posición de escolta.

## Trayectoria
Comenzó a jugar a baloncesto en su localidad natal, llegando a debutar en EBA con diecinueve años en el Motor Maresme Mataró. Tras disputar una temporada más en liga EBA con el Valentine Moncada, en la campaña 2001/02 da el salto a la liga LEB2 de la mano del Gramanet Condis de donde pasó a Cornellà para jugar en el WTC durante tres temporadas en las que dio muestras de ser un solvente anotador con más de 12 puntos de media. Tras una temporada en el COB, en verano de 2006 volvió a su tierra para debutar en la Adecco Oro de la mano del CB Tarragona sin poder evitar el descenso aunque fue uno de los mejores de su equipo lo que le valió la renovación. Tras firmar su mejor temporada como anotador con 17.2 puntos de media en la Adecco Plata con el CB Tarragona, en la temporada 2008/09, se convirtió en uno de los fichajes estrella del  Palencia Baloncesto en una temporada en la que los palentinos harían historia al conseguir la Copa Adecco Plata y el ascenso a la Adecco Oro hace dos temporadas, teniendo un papel destacado en la consecución del doblete.
Desde 2009 a 2014 Bravo fue uno de los buques insignia  y capitán del Palencia Baloncesto en la Adecco Oro, siendo una pieza fundamental en el crecimiento del equipo morado en los últimos años y que tuvo su zenit con la disputa de la final de ascenso a la Liga Endesa y la Copa Príncipe, donde cayeron ante Ford Burgos y River Andorra respectivamente. 
Tras una temporada en las filas del Club Baloncesto Melilla, en verano de 2015, Carles firma por el Clavijo de LEB Oro, con el que iría renovando el contrato temporada a temporada.